# 名張中央公園
名張中央公園（なばりちゅうおうこうえん）は、三重県名張市夏見にある総合公園。3月下旬 - 4月上旬には園内道路沿いの桜並木で「名張桜まつり」が開催される。

## 施設

### 体育施設

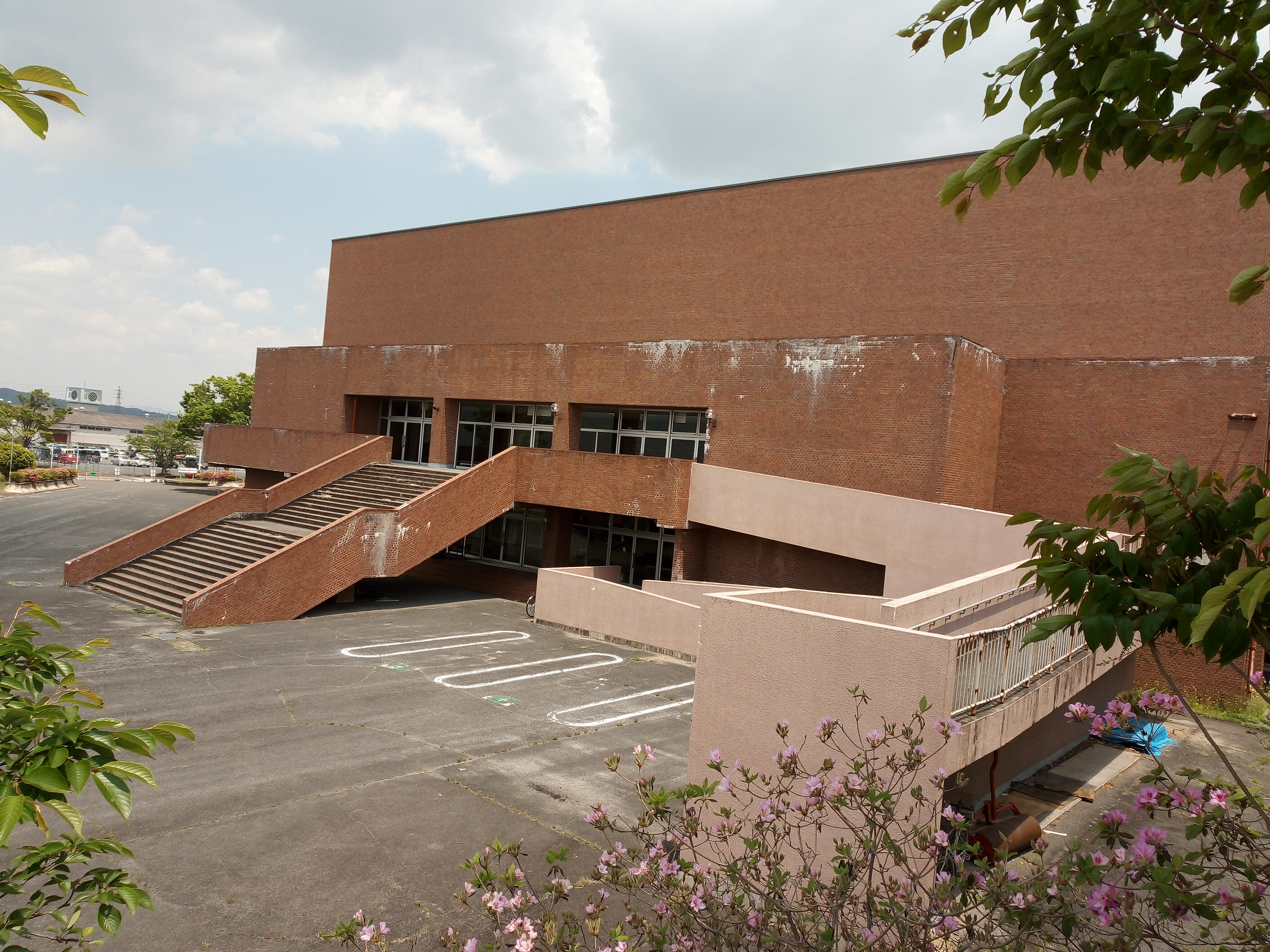
名張市総合体育館

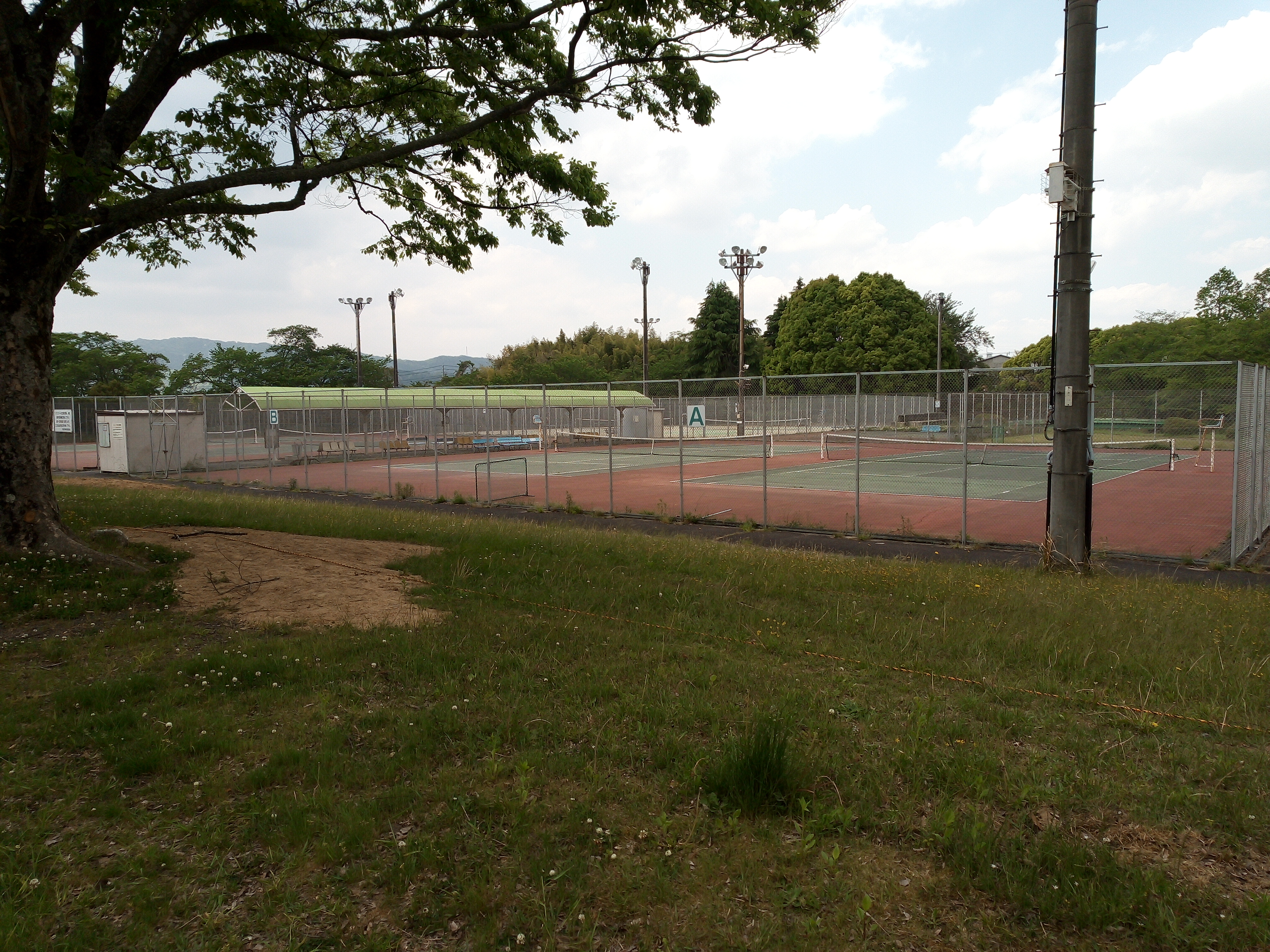
名張市民テニスコート

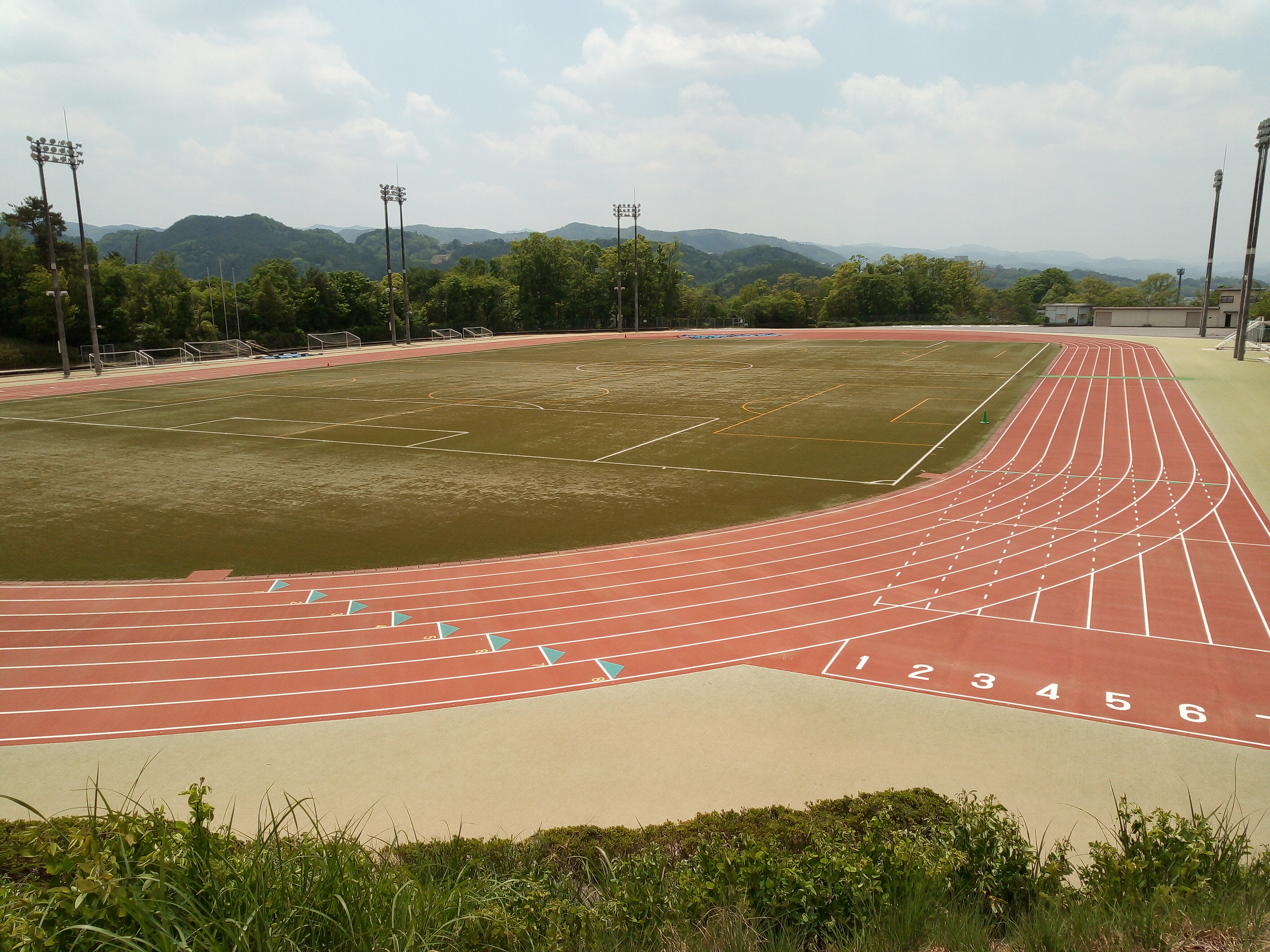
名張市民陸上競技場

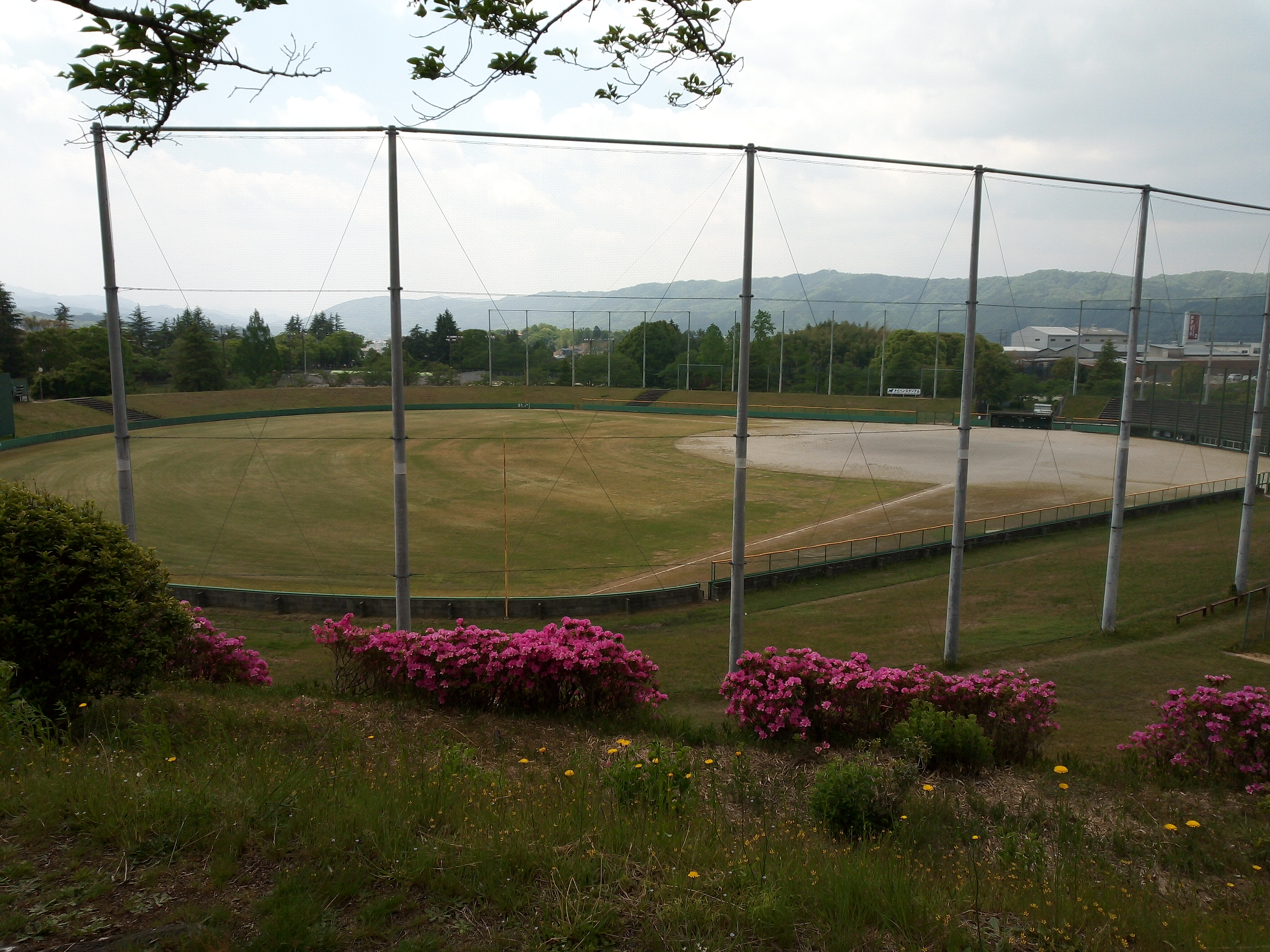
名張市民野球場

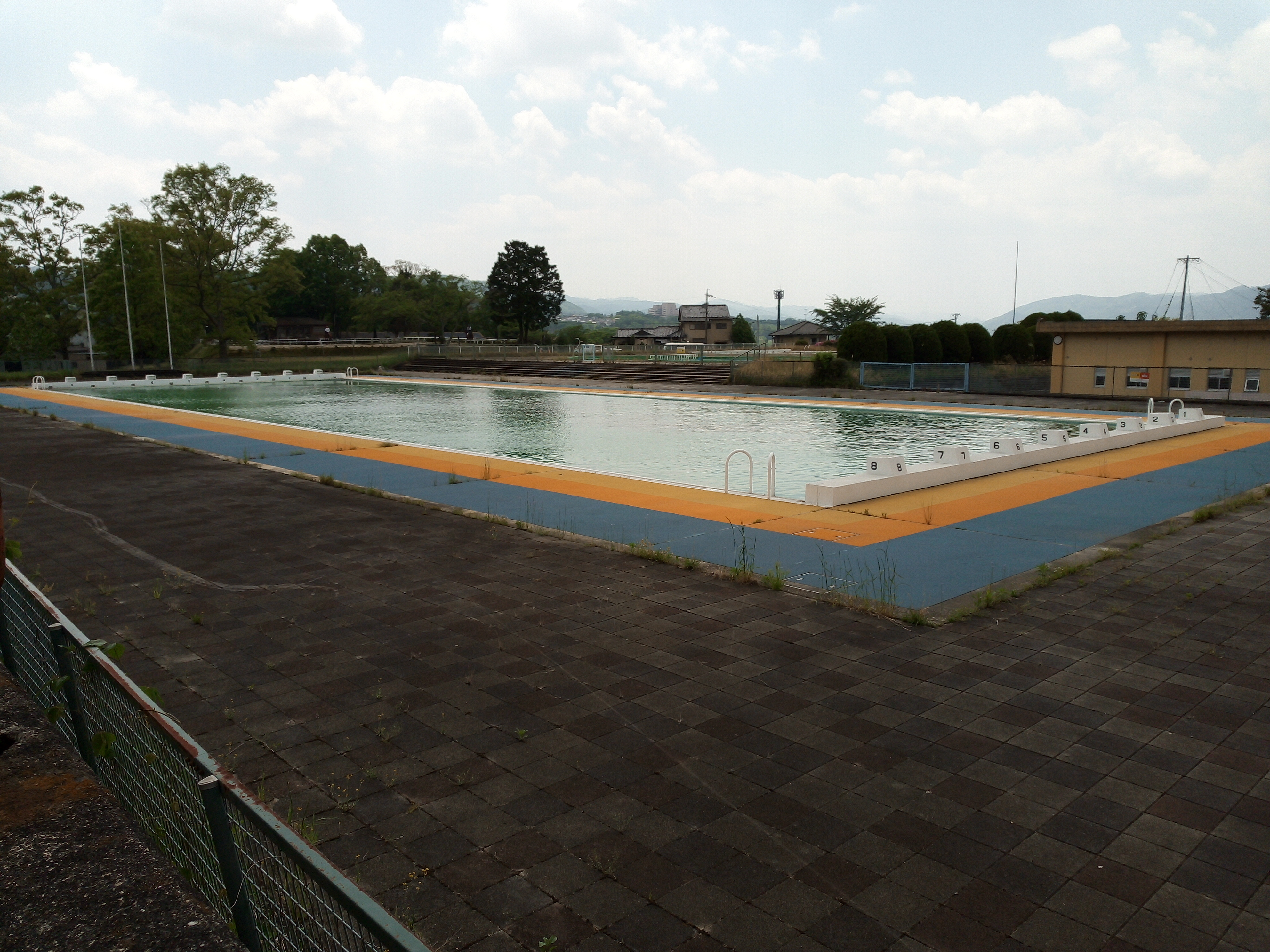
名張市民プール

- 名張市総合体育館（マツヤマSSKアリーナ）[1]
  - アリーナ（競技場）（バレーボール 3面、バスケットボール 2面、バドミントン 6面、テニス 2面、卓球 21台、ハンドボール 1面 使用可能）
  - 卓球室
  - トレーニング室

- 名張市民テニスコート[2]
  - ハードコート 4面、砂入人工芝コート 5面

- 名張市民陸上競技場（メイハンフィールド）[3]
  - トラック:1周400m 8レーン（日本陸上競技連盟第4種公認競技場）
  - インフィールド部分:サッカー 一般用（105m×68m）1面、ジュニア用（68m×50m）2面 使用可能、人工芝（日本サッカー協会公認）

- 名張市民野球場（メイハンスタジアム）[4]
  - グラウンド（両翼:91.4m センター:120m）、サブグラウンド（40m×55m）

- 名張市民プール[5]
  - 50mプール 8コース（水深 120 - 140cm）
  - 25mプール 7コース（水深 100 - 120cm）
  - 幼児プール（水深 30 - 60cm）

- 名張市ターゲット・バードゴルフ場[6]
  - コース 9ホール、パー27

- 名張市民ゲートボール場[7]
  - ゲートボール場 2面

- アーチェリー練習場

### 歴史的施設
- 夏見廃寺
  - 夏見廃寺展示館

### その他施設
- 名張中央公園展望台「ビューナ」[8]
- 名張市勤労者福祉会館

## 交通
- 近鉄名張駅東口より三重交通バスで約10分。名張市役所前下車 徒歩5分
- 近鉄名張駅東口よりバスで約5分。夏見下車 徒歩10分